# Харигозинский ручей
Харигозинский ручей — водоток, находящийся в Восточном административном округе Москвы, в районе Измайлово, протекает по Измайловскому лесу. Харигозинский ручей впадает в Липитинский ручей, является его левым притоком. Длина Харигозинского ручья составляет 2,1 километра, однако беспрерывное течение характерно лишь для отрезка водотока рядом с устьем длиной 100—200 м. Весной исток Харигозинского ручья находится у болота рядом с МКАД недалеко от восточной границы Петровского лесопарка, русло идёт на запад, через Большой Купавенский проезд.
Гидроним Харигозинский ручей был предложен Г. В. Морозовой по названию бывшего Харигозинского пруда в Измайловском лесу, через который в своё время проходило русло ручья. Харигозинский пруд располагался рядом с нынешней пешеходной дорогой от Лебедянского пруда, в настоящее время на месте бывшего Харигозинского пруда находится болото. Гидроним Харигозинского пруда и Харигозинского ручья, в свою очередь, вероятнее всего, имеют антропонимическое происхождение.